# Бубнівка (Наркевицька селищна громада)
Бу́бнівка (колишня назва Велика Бубнівка) — село в Україні, у Наркевицькій селищній територіальній громаді Хмельницького району Хмельницької області. Населення становить 1099 осіб.
Спочатку село було розташоване на правому березі річки Мшанець, яка протікає із заходу на схід, беручи початок під селом Гайдайки. По руслу цієї річки утворено три ставки: Новобубнівський, Бубнівський, Пустяцький. Річка Мшанець впадає в Південний Буг, протікає через Чорний Острів.
Пізніше, з розвитком села, люди почали переселятися на лівий берег річки, тобто на місце розташування сучасного населеного пункту. Про назву села усно передаються легенди.

## Назва за легендою
Перша легенда:
Під час татаро-монгольських нападів у селі, на підвищеному місці, стояв дозорець, який сповіщав жителів села про наближення небезпеки, вибиваючи у великий бубон.
Друга легенда:
Невеличке село розташоване було на правому березі річки Гать, а пастухи жили на лівому. Ранком вони сповіщали селян, щоб гнали худобу на пасовисько, вибиваючи у бубон.
Третя легенда:
В селі жив найсильніший юнак на ім'я Бубно. Коли вороги напали на рідне село, Бубно сміливо вступив у двобій з ворогом. Багато ворогів полягло, загинув і Бубно від тяжких ран. Увічнюючи пам'ять героя, старожили назвали село його ім'ям
Четверта легенда:
У невеличкому селі жили хоробрий хлопець Бубно і дівчина дивної краси Івка. Коли вороги напали на село, вожака вразила краса Івки. Хотів взяти її в полон чванливий яничар. Бубно кинувся захищати кохану. Бій був нерівний. Від важких ран помер Бубно, а Івка кинулась в глибоку річку. На честь вірного і чистого кохання село назвали Бубнівка, а влітку річка чарує білими ліліями — символом ніжного і вірного кохання.
Ось що написано про Бубнівку в книзі «Список Проскуровщини». Бубнівка омивається з південної сторони річкою Гать, з північної і східної — річкою Мшанець. Бубнівка виникла з маленького хутора, який носив назву Лічмани. По дорозі в Чорний Острів були розташовані села Васильківці і Лозовики, які були зруйновані монголо-татарами. Жителі цих сіл переселились на хутір Лічмани і тут заснували село.

## Історія
У 1901 році у Великій Бубнівці було 2750 жителів. Православних — 1823, католиків — 890, євреїв — 37. Жителі займалися землеробством, ткацьким ремеслом, виробляли садові меблі з лози, для якої ринок збуту був в Ярмолинцях і Одесі. Особливо славились стільці, столики, етажерки Семенових.
«Церковні землі: присадибні — одна десятина 1237 сажнів, орні і сінокоси — 81 десятина. Було 3 початкові школи, міністерське народне училище, яке існувало з 1874 року».
Приміщення міністерського народного училища збереглось до наших днів і
знаходиться на території сучасної школи.
Ось що нотується у «Справочной книге для земледельцев и орендаров», Каменец — Подольский, 1903 год, ст. 102. «Бубновка Великая Трительницкой волости в 30-и верстах от уездного города: принадлежит Ивану Юрьевичу Йотко».
Економіка села розподілялася так: земля панська, ліс і вода теж панські. Решта кращої землі належать попові, дякові і куркулеві.
Розкішний палац пана Йотка розкинувся серед чудового парку над ставком. На околицях жили бідняки і середняки. Сільська глитайня експлуатувала бідноту. Лише незначна частина землі належала біднякам і середнякам, але яка це була земля?! Неродючі виснажені смужки на кручах і узгір'ях. Значна частина селян жила впроголодь, ніколи не наїдались, і тому за безцінь працювали на панських ланах.
Старий пан Йотко був людиною віруючою. За ставком знаходилась капличка, куди щоранку ішов молитися пан. До каплички він добирався через підвісний міст, який був над ставком. Старий пан просив щасливої долі для свого сина, який навчався в Петербурзі. Молодий Йотко Наркевич на початку XX століття закінчує Петербурзький університет за спеціальністю будівельний інженер. Там же, у Петербурзі, він, захопившись прогресивними ідеями, був помічений у революційних подіях 1905 року. Над Йотком нависає загроза заслання до Сибіру. За допомогою друзів зумів виїхати в Америку. Невеликі гроші, що мав з собою, дуже швидко закінчилися. Молодий пан був на грані відчаю. І тут він прочитав в газеті про конкурс на проект моста через річку Гудзон. Йотко майже за кілька тижнів розробляє проект, бере участь у конкурсі і займає перше місце.
Отримавши немалі гроші, Наркевич ще кілька років живе у США. Потім повертається на батьківщину предків — в Польщу, а згодом, дізнавшись про закриття його справи, приїжджає на Поділля.
В Бубнівці пан наводить порядок в господарстві, розширює його і подає до уряду прохання на будівництво полустанка на залізниці біля його маєтку.
В 1912 році такий дозвіл було отримано. Важко працювали селяни сіл Бубнівка, Сергіївка, Юхимівці, Трительники на будівництві станції.
І нова станція дістала назву Наркевичі. Невеличка станція Наркевичі Волочиського району і один з мостів через Гудзон у Нью-Йорку- дітища нашого земляка. Пан Йотко був автором проекту одного з мостів найбільшого міста США.
7 (20) листопада 1917 року, відповідно до Третього Універсалу Української Центральної Ради, увійшло до складу Української Народної Республіки.

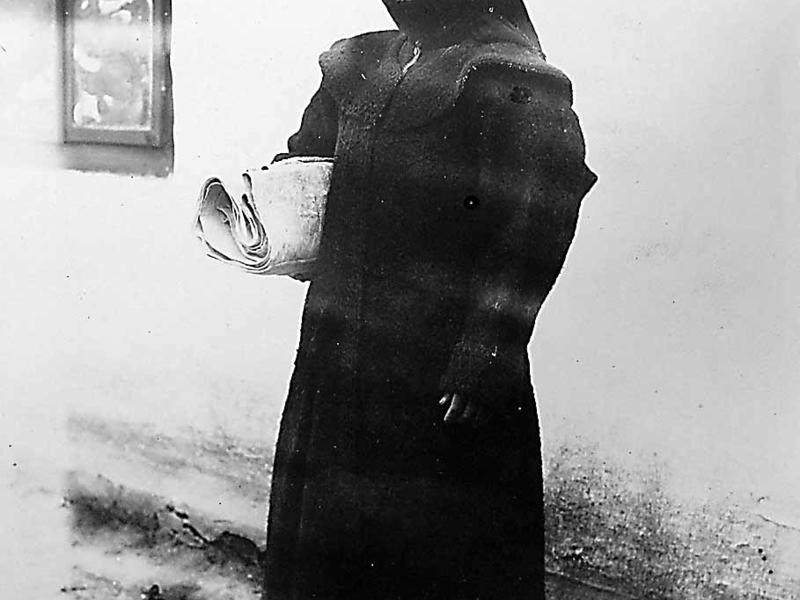
С. Велика Бубнівка Проскурівського повіту, жіноче вбрання, фото Ю. Сіцинського. Орієнтовні період коли було зроблене фото орієнтовно в період між 1870 і 1937 роками.

Революційні події 1917 року дійшли до Бубнівки. Налякані цими подіями, Йотки виїжджають в Польщу.
Прекрасний розкішний маєток розлючені бідняки перетворили в суцільну руїну. Знищили капличку, підвісний міст. У старовинному парку залишилося місце із кам'яною грудою, де знаходився фонтан. Важке життя, злидні…Але відбулася революція, і люди повірили у своє краще майбутнє.
Далі наступає період окупації «червоною владою».
У 1923 році 9 бідняцьких родин об'єдналися в комуну «Червона зірниця».
Вони мали 35 га землі , 7 коней, 5 корів, один плуг, 3 вози.
У цьому ж році в селі був проведений перший суботник. У ньому взяли участь члени тільки-що створеної комуни. Виконали вони тоді невелику, але важливу роботу: впорядкували колишній поміщицький парк, зберігши його від знищення. З того часу суботники проводились регулярно.
У вересні 1928 року в селі відкрилася Бубнівська семирічка. До цього в селі працювала початкова школа.
За підрахунками, під час Голодомору 1932—1933 років у селі постраждала 81 особа.
У 1934 році відбувся перший випуск Бубнівської семирічки. Закінчили школу 28 учнів, з них одержали вищу і середню освіту 10 учнів: Бохоновська Марія, Бохоновський Василь- вищу медичну, Кутасевич Марія, Чорна Надія-педагогічну. В цей час директором школи був Мізенко Леонід Іванович, який загинув на фронтах війни, завучем школи працював- Іван Митрофанович Мартиненко.
У 1934 році комуну «Червона зірниця» було перейменовано на колгосп імені Кірова. Пізніше, у 1947 році був в селі споруджений пам'ятник Сергію Мироновичу Кірову. «Красувалась» робота скульптора Є. Чеславського на центральній вулиці села, яка носить ім'я С.М Кірова, до підписання ЗУ «Про засудження комуністичного та націонал-соціалістичного (нацистського) тоталітарних режимів в Україні та заборону пропаганди їхньої символіки». Тут, як і біля інших пам'ятників, шелестять дерева, біля підніжжя багато квітів.
Колгоспники, вірячи «червоним» у краще життя, не жаліють сили, часу, щоб перетворити наше село у розкішний край. Вирощують державі хліб, цукор.
Своїми показниками в праці примножують славу колгоспу.

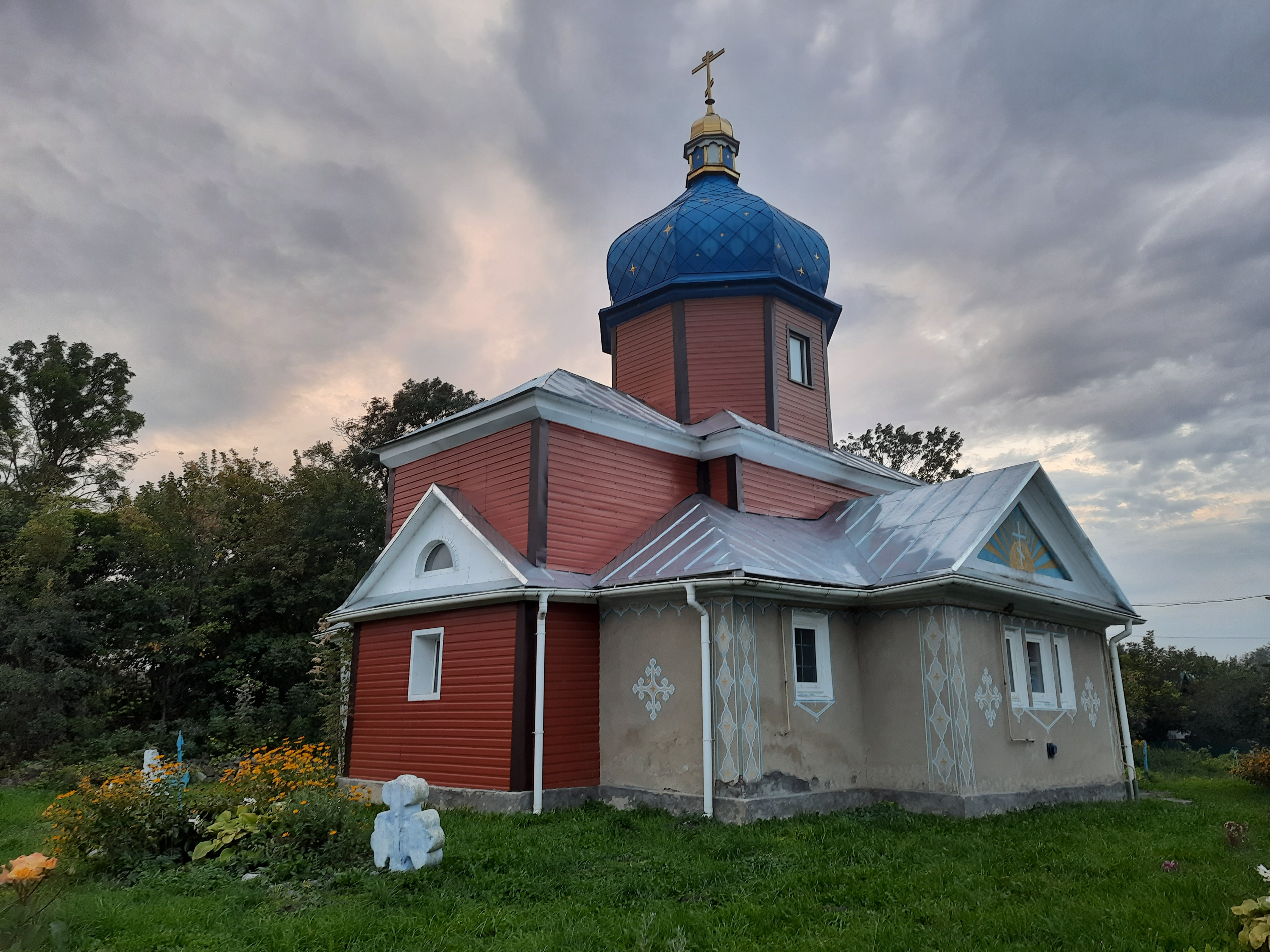
Церква Святого Архістратига Михайла

Настав чорний 1937 рік, який забрав життя 60-ти громадян села…Незважаючи на стан в країні, бубнівчани завзято трудяться, твердо вірячи у світлий завтрашній день.
Але мирне щасливе життя було перервано страшним словом «Війна!». Майже 400 односельчан пішли боронити рідну Вітчизну. 175 з них не повернулися з доріг війни, віддали найдорожче — своє життя за мирне небо Вітчизни, за своє село, за усмішку дітей. Вдячні нащадки побудували пам'ятник загиблим.

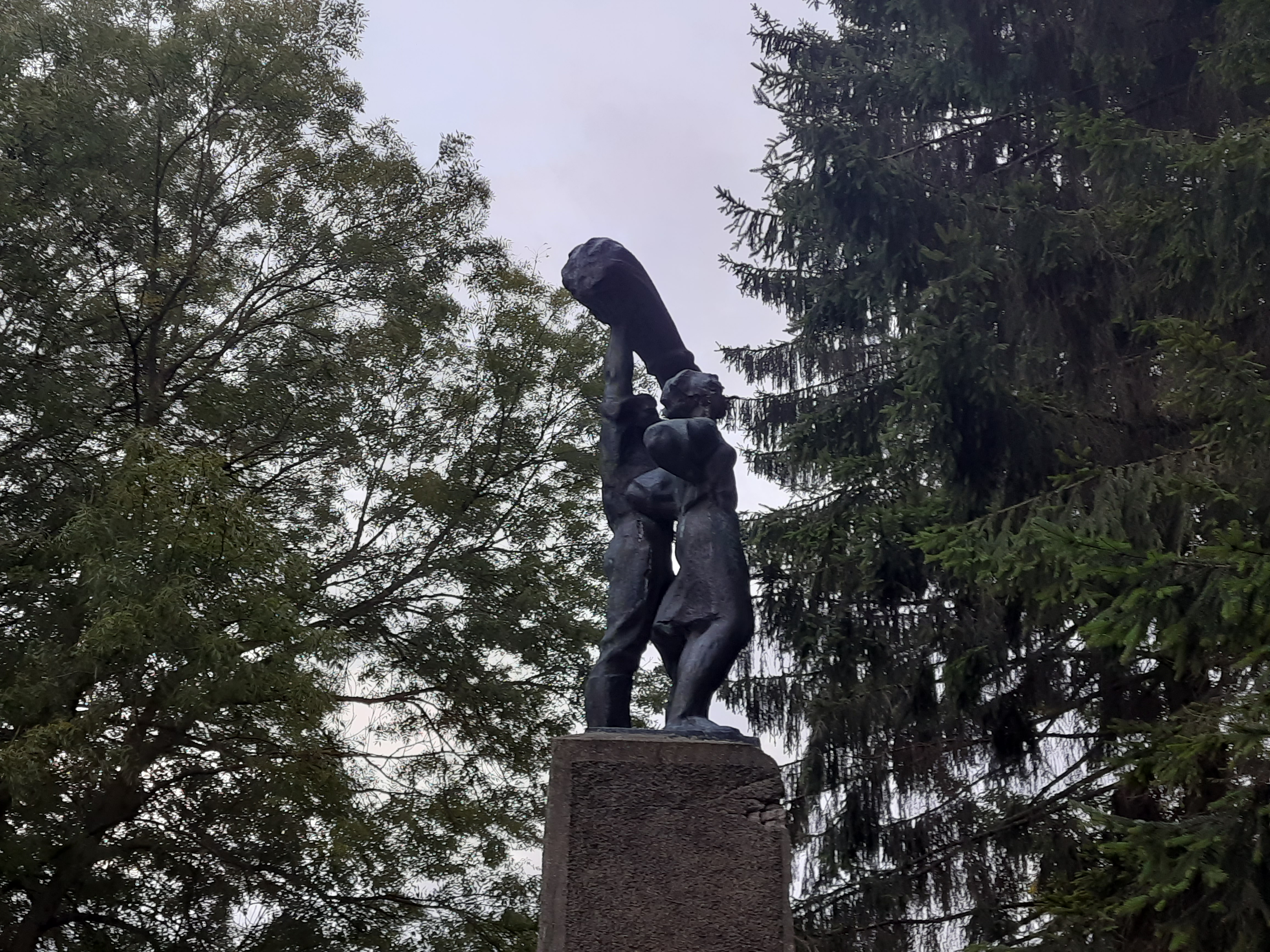
Пам'ятний знак на честь 50-річчя колгоспу

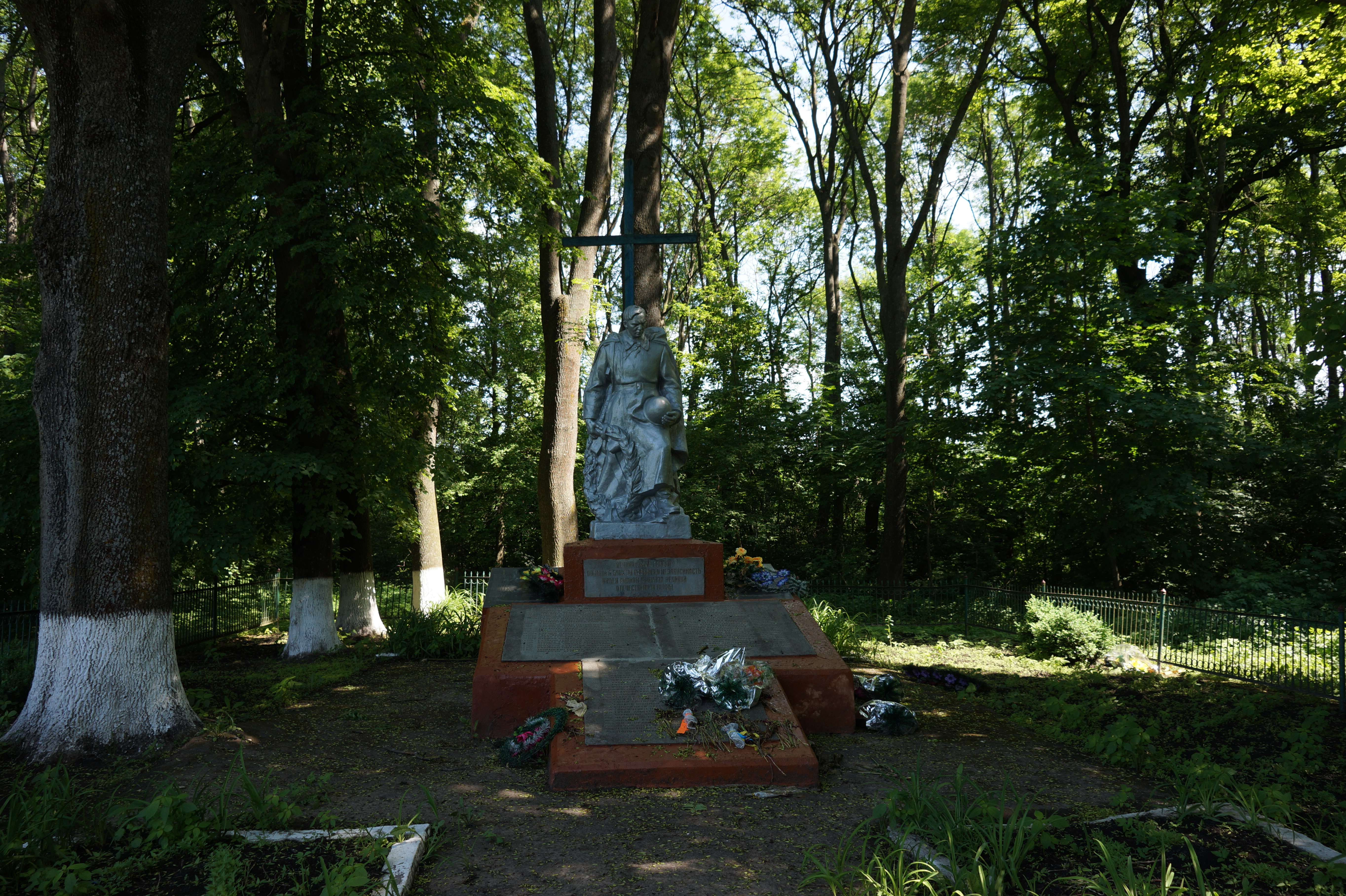
Братська могила рад. воїнів

Житель села Бубнівка Петро Гуцал каже: «Мій батько загинув у 1944 році, визволяючи рідну Вітчизну. Це пам'ятник моєму батькові і його друзям, батькам моїх однолітків. Мама виростила нас, чотирьох дітей, і завжди приносила на це святе місце перші нарциси… Щоб колосилися наші лани, щоб шуміли сади рідного Поділля, щоб завжди дзвеніли щасливі голоси наших дітей — за все це віддали життя ті, чиї імена викарбувано на гранітних плитах»
Чоловіки і старші сини пішли боронити Вітчизну, а в тилу працювали їх дружини і діти. Всі працювали під гаслом: «Все для фронту, все для перемоги!»
У тривозі і страху жило село, щодня викликали молодих людей до сільради, оголошуючи про примусові роботи до Німеччини. 50 юнаків і дівчат було відправлено на примусові роботи. Шістнадцятирічними були відправлені до Німеччини Борщевська Ганна Людвігівна і Машталер Франя Францівна.
Семенова Тетяна згадує про важку працю на заводі, як рвалося серце за рідними, як радісно добиралися до рідних домівок.
«Коли потяг зупинився на станції Наркевичі я 5 кілометрів бігла до рідного села, не переводячи духу. Ніколи не забуду, як 5 років віддала важкій роботі на фашистів у місті Берліні на механічному заводі, не забути радісної зустрічі з батьками, з рідною землею, я ж у батьків була одиночкою…», — згадує Галина Людвиківна Борщевська.

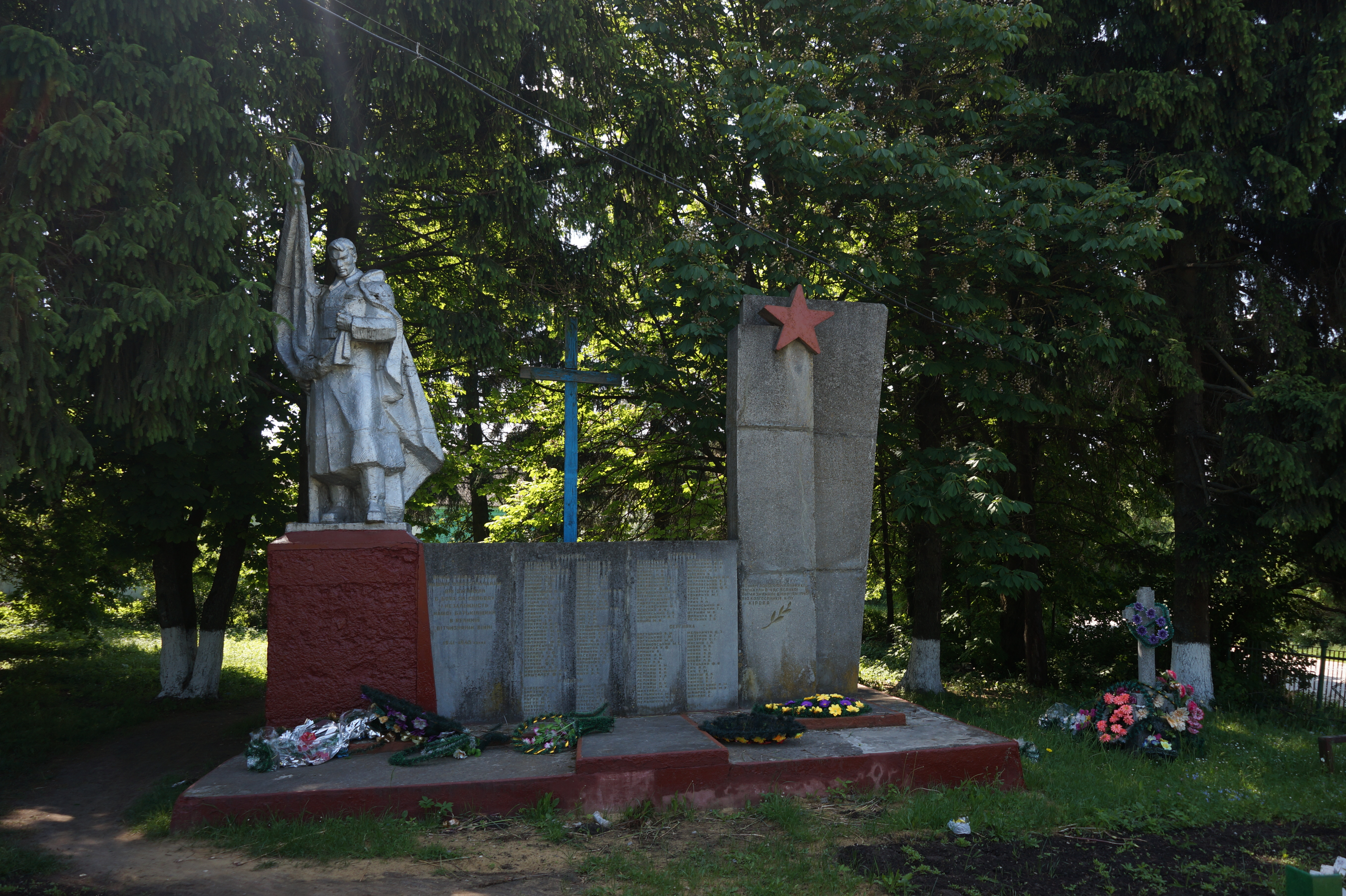
Пам'ятний знак на честь воїнів-односельчан

У 1944 році важкі кровопролитні бої починалися у навколишніх селах: Юхимівцях, Дзеленцях. Поранених бійців привозили у польовий госпіталь, що знаходився у сільському клубі. Десятки колгоспників допомагали пораненим бійцям, а сільські дівчата Лисюк Ганна Іванівна, Віннічук Ганна Адамівна добровільно пішли доглядати поранених.
Вісімдесятипятирічна сільська акушерка Марія Юліанівна Фурман із сльозами на очах згадує, що у госпіталі лежав вісімнадцятирічний боєць
Рибачук Сергій, який був важко поранений у живіт. Юнак дуже хотів жити і пошерхлими вустами просив: «Сестричко, пиши! Жити хочу!» Від важких ран він помер.
Спочатку бійців хоронили в самому селі на тимчасових місцях захоронення. В джерелізгадуються такі місця захоронень як «по дорозі на вокзал біля школи могила№ 1 ряд 1-й» та «біля церкви». Пізніше всі були перепоховані в братській могилі в місцевому парку.
У цьому будинку в роки війни знаходився військовий госпіталь.
Пересувний шпиталь пішов за фронтом. Пішли з пораненими і бубнівські дівчата, як їх тепер називають «бубнівські журавки». Ганна Іванівна і Ганна Адамівна живуть тепер у селі і часто розповідають про ці страшні роки. Вони відчувають турботу з боку держави, їм підвищено пенсію, на свято Перемоги вони щорічно одержують допомогу.
Окрасою села Бубнівка є сільський парк. Тут, під шатром столітніх дерев були поховані у березні 1944 року 76 воїнів — побратимів, які полягли в боях за визволення Бубнівки і сусідніх сіл. Братська могила стала священним місцем для жителів села. Село було визволено 1944 року.
Навесні 1967 року в Бубнівці встановили пам'ятник героям — визволителям.
На високому постаменті — мужня постать солдата, який у скорботному мовчанні схилив голову над братською могилою, ніби дає клятву на вірність рідній Вітчизні.

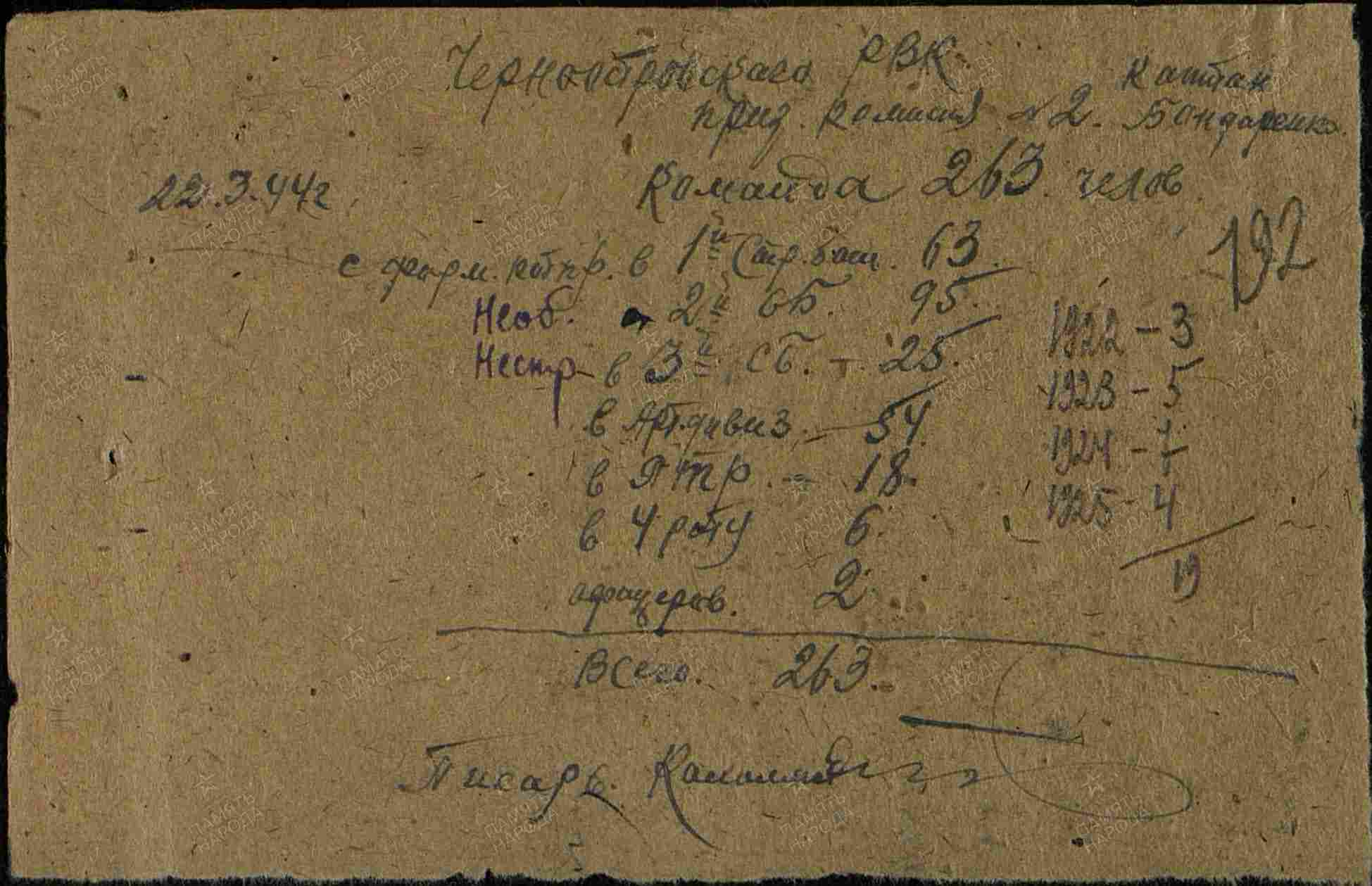
Титульна сторінка книги де записували тих кого мобілізували в період з 19.03 по 22.03.1944 р.

Після визволеня села Бубнівка та навколишніх сіл від одних загарбників іншими 05-06 березня 1944 року, вже в період з 19.03 по 22.03.1944Є, звідти було мобілізовано Чорноострівським РВК до лав "червоно" армії 263 особи. 
Для прикладу, бубнівчанин Калинюк Олексій Тодосович (№31 по списку в книзі де записували тих кого мобілізували в період з 19.03 по 22.03.1944 р.де записували тих кого мобілізували в період з 19.03 по 22.03.1944 р., див. фото скан) був мобілізований 19.03.1944 року і вже в іншому документі (книга обліку загинувших та пропавших безвісти, родичі яких проживають в Чорноострівському районі Кам.Под. обл., див. фото скан) можна побачити що з травня 1944 - "можна рахувати як безвісти пропавшим"). Тобто в ліпшому випадку він пробув на війні десь 2 місяці.
Стоїть у парку пам'ятник вічної слави, на якому золотими літерами викарбувано 76 імен росіян і українців, вірмен і білорусів, дагестанців і казахів, туркменів і грузинів, які віддали життя за імперські амбіції Сталіна. Ці сини стали рідними нам, а їхні матері — нашими матерями. Сюди ніколи не заростає стежка. Сюди приходять діти, онуки, батьки і матері, щоб покласти свіжі квіти, і схиливши голову, хвилиною мовчання вшанувати їх пам'ять.
Село було визволено, але люди жили у тривозі і чеканні довгожданої перемоги. У кожній хаті були на фронтових дорогах дорогі люди. Натхненна праця, віра в перемогу, ось чим жили люди у селі. Ось як згадує 78-річний ветеран праці Феодосій Андрійович Слободян. 16 -річним хлопцем я на клині рихлив буряки, жінки їх проривали. Раптом бачу із села наближається вершник. Він їде на дуже великій швидкості. Під'їхавши до жінок, він щось їм каже, ті кидають сапки. Хто плаче, хто заклавши руки за голову сміється. Галас великий. Я зупиняю агрегат і чую: « Перемога ! Перемога!»
За північною околицею Бубнівки, біля шосе, на світанку 5 березня 1944 року перші підрозділи наступаючої 51-ї гвардійської танкової Фастівської Червонопрапорної, орденів Суворова, Кутузова та Богдана Хмельницького бригади атакували гітлерівців.
Саме там і вирішено було насипати курган і встановити на ньому обеліск.

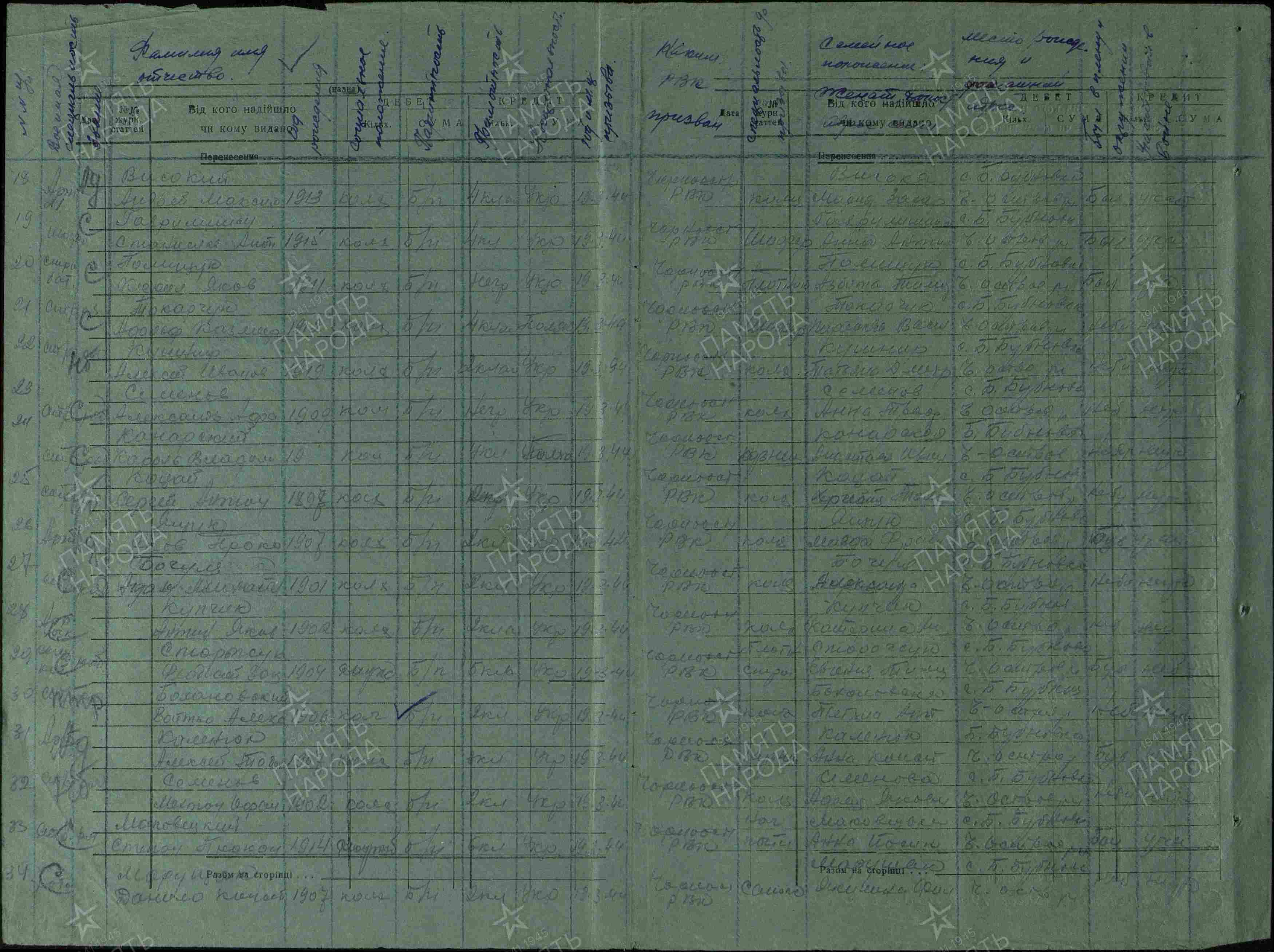
Приклад записів в книзі де записували "мобілізованих" після "визволення" села.

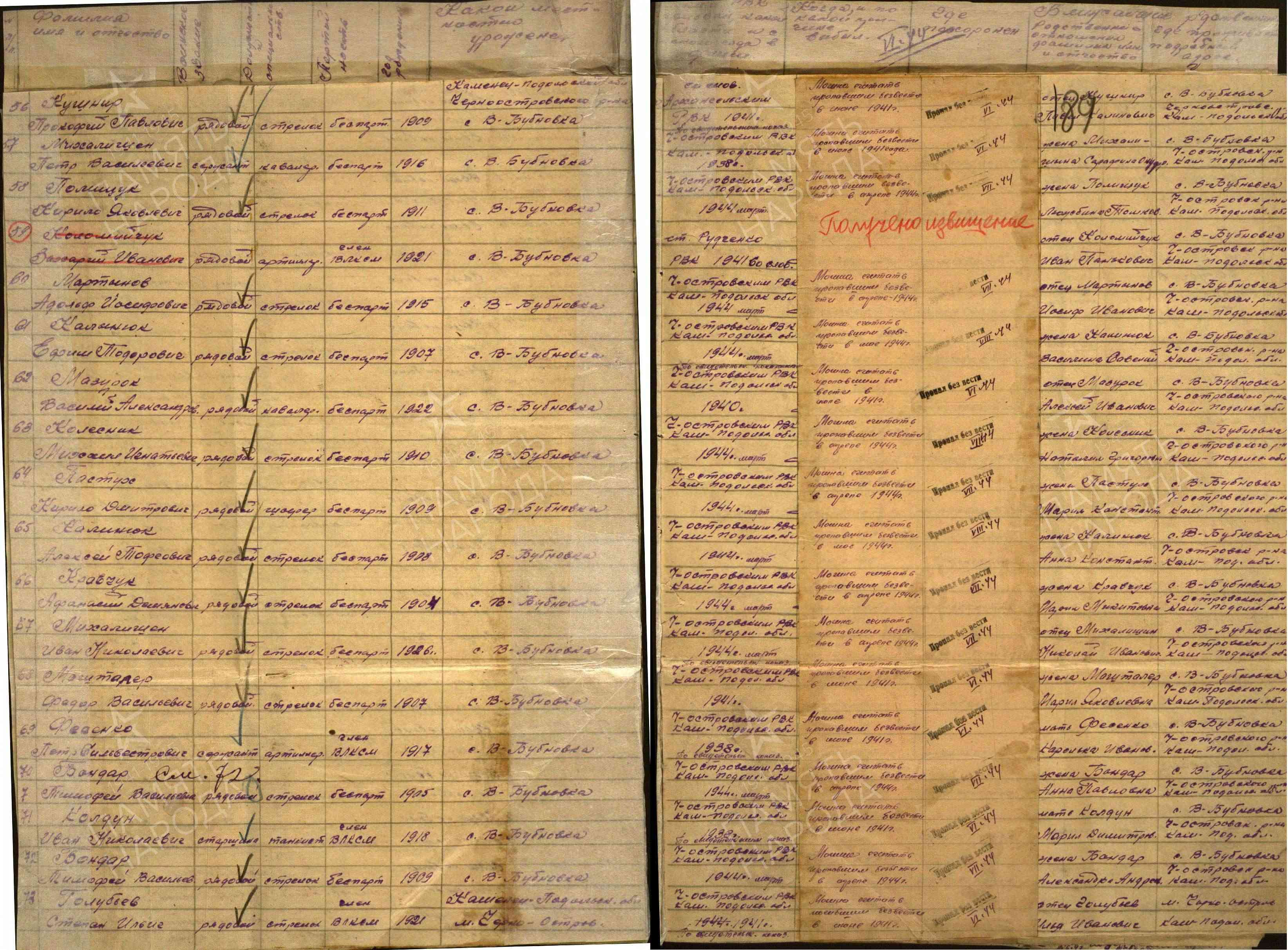
А це вже скан копія книги обліку загинувших та пропавших безвісти, родичі яких проживають в Чорноострівському районі Кам.Под. обл.

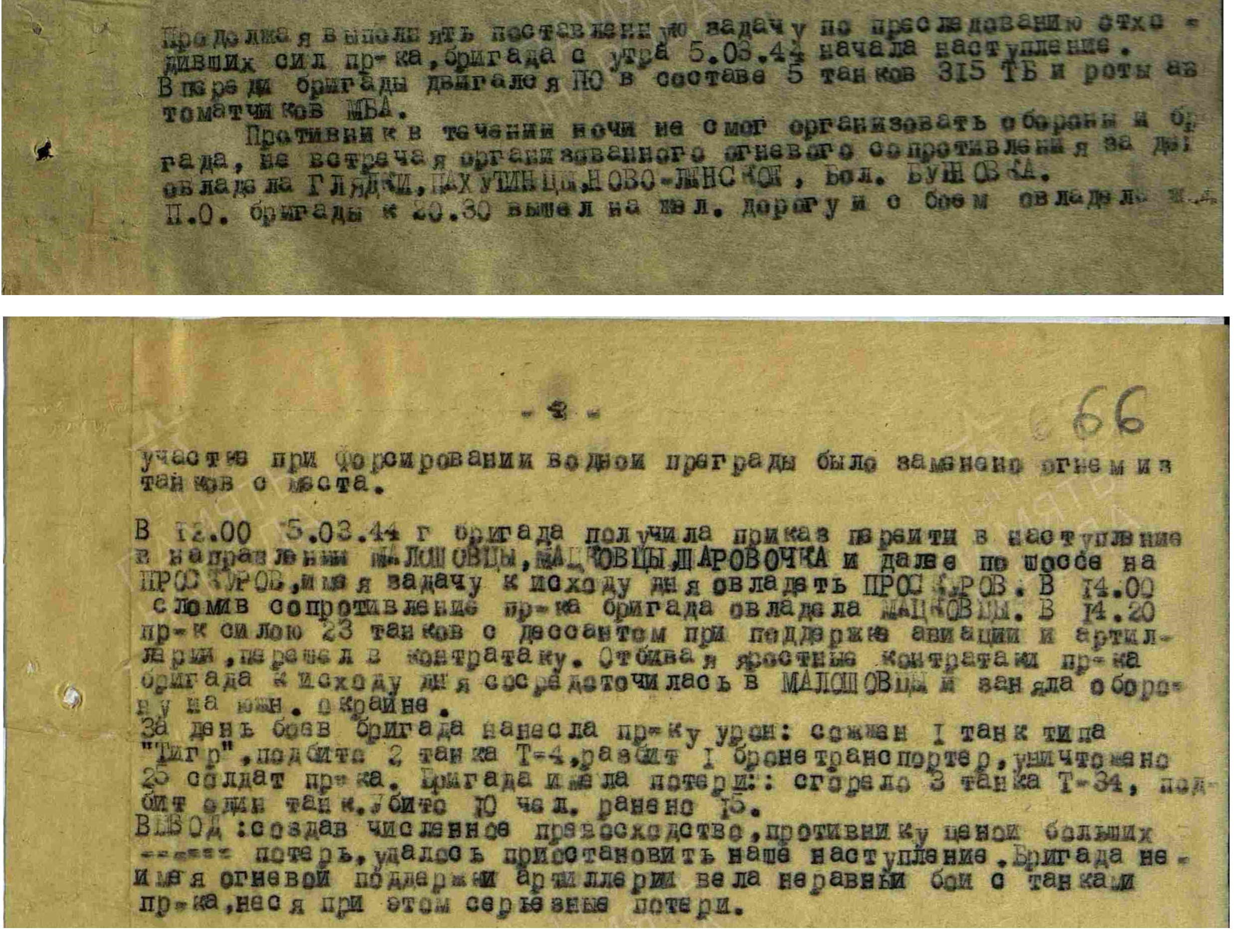
Вибірка з ЖБД 51-ї ГТБр за період 05-06.03.1944

Цікаво, що обеліск прославляє 53-ю гвардійську танкову Фастівську ордена Леніна, Червонопрапорну, орденів Суворова та Богдана Хмельницького бригаду, яка згідно журналу бойових дій бригади заходила в Бубнівку вже наступного дня після вищезгаданої 51-ї  ГТБр— 6 березня 1944 року
Проект розробив і передав односельцям молодий інженер Георгій Лепікаш.
Курган Слави — символ всенародної пам'яті про доблесть і мужність радянських воїнів — створювався з небувалим піднесенням. Трудилися тут всі без винятку бубнівчани. Вони привозили землю, будували під'їзну дорогу, садили дерева. Їх приклад наслідували жителі навколишніх сіл — Новоленська, Сергіївки, Пахутинець. А незабаром в Бубнівку почали приходити посилки із землею з міст — героїв.
53 — я танкова бригада була сформована в роки війни з числа добровольців — робітників Ашинського металургійного заводу Челябінської області. Директор музею Лепікаш М. А. написав уральцям про бубнівський Курган Слави. Металурги одразу ж відгукнулися. Вони виготовили з нержавіючої сталі і привезли в Бубнівку п'ятикутну зірку, меморіальну плиту і силует танка Т-34, які було встановлені на обеліску учнями Волинського 
технічного училища.

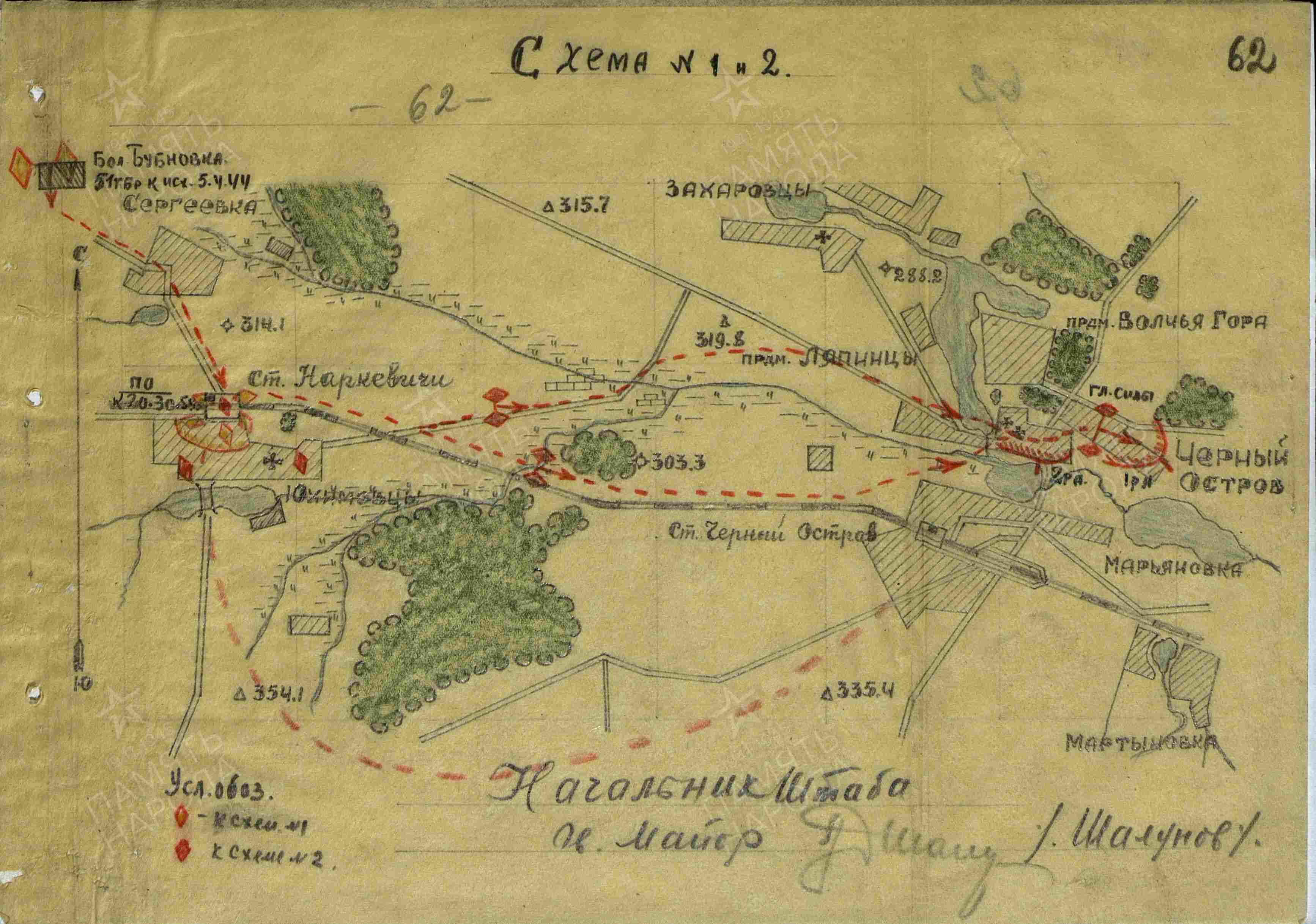
Схема №1,2 з ЖБД 51 ГТБр за період 05-06.03.1944 р (на схемі опечатка по даті)

Біля підніжжя Кургану Слави ростуть дерева і квіти. Серед них виділяється верба і береза — символи вічної скорботи українського і російського народів і пам'яті про бойові подвиги своїх легендарних синів. Пам'ятник було встановлено на честь 30 — річчя Перемоги.
У Бубнівці заслужено гордяться своїм народним музеєм, двері якого гостинно відчинені для трудящих села і їх гостей.
«Ласкаво просимо !» — промовляє напис біля входу в музей. А в середині на видному місці заклик славного сина чехословацького народу Ю. Фучика: «Терпеливо збирайте свідчення про тих, хто поліг за себе і за вас. Прийде день, коли нинішнє стане минулим, коли говоритимуть про Великий час і безіменних героїв, які творили історію…Кожний, хто був вірний майбутньому і вмер за те, щоб воно було прекрасним, подібне до статуї, висіченої з каменю.»
1 жовтня 1967 року відкрилися двері першого сільського музею у Волочиському районі. Директор музею Лепікаш М, А. говорив, що створення музею це необхідність, ми повинні виховувати в молоді любов до села, до простих і скромних односельчан, які будують нове життя. Ветерани повинні наочно показувати минуле і сучасне, історію свого минулого, розкривати перспективи майбутнього.
У 1976 році музею присвоєно звання «Народний».
Нині в музеї понад 3000 експонатів і документів. Це плід багаторічної клопіткої роботи. Багато цінних експонатів передали музею жителі села.
Ленінградець Камелій Конарський передав музею свій танкошолом і обмундирування, у якому закінчив війну, учасник боїв Павло Терентюк — посічений осколками казанок.
Багато подарунків і експонатів надіслали музею робітники Челябінського металургійного заводу (набір уральських самоцвітів, мідні чеканки).
Волгоградці передали шкатулку із землею і макет пам'ятника героїв Сталінградської битви.
Експозиція музею складається з дев'яти розділів. Від минулого до сьогодення. В кімнаті Бойової Слави часто проводяться екскурсії, вечори-зустрічі, виховні години для школярів.
Після закінчення Німецько-радянської війни важко жилося селянам, але люди, не жаліючи своїх сил і часу загоювали рани на рідній землі. А їх було багато. Сплюндрована земля чекала сильних рук, зруйновані будинки тваринницьких ферм. Потрібно було все відновити.
У 1948 році головою колгоспу був обраний Василь Іванович Мельник, колишній фронтовик. Очолюваний ним колектив вніс зміни у життя. Побудували цегельний цех, випалювали цеглу, почали будувати тваринницькі ферми, зростає поголів'я худоби. У 1950 році до Бубнівського колгоспу приєднали ще три села: Новоленськ, Нова Бубнівка і Сергіївка.
Збільшились земельні угіддя. Орної землі стало до 4200 гектарів. Натхненно трудяться члени колгоспу. Колгосп стає першим у Чорному Острові мільйонером по грошових доходах. У цей період було проведено радіофікацію села.
У 1957 році головою колгоспу був обраний Мойсеєв Володимир Лукич, агроном з вищою освітою, який до цього працював в Юхимовецькій МТС.
З приходом нового голови почалось в колгоспі економічне піднесення, а також посилився соціальний розвиток наших сіл. Було побудовано цегельний завод, насіннєвий склад, автогараж, майстерню по ремонту тракторів, будинок тваринника, хлібопекарню. А якою радістю стало відкриття млина у 1962 році. Якість борошна славилася далеко за межами району. Мельник Кушнір Іван Лук'янович розповідає, що до млина з'їжджалися люди із Дзеленець, Шмирок, Трительників, Купеля, інших сіл. А бубнівський хліб із хлібопекарні завозили у магазини сусідніх сіл. А які духмяні, запашні короваї пекли бубнівські коровайниці Яшкіна Євдокія, Купчик Галина, Машталір Анастасія.
У 1965—1970 роках була побудована двоповерхова школа на 500 місць за кошти колгоспу.
До 1917 року в селі були лише церковно-приходська школа і двокласне міністерське училище, де навчалось два десятка дітей із багатих родин. Пізніше булла семирічка, а з 1970 року — середня школа.
В різні роки директорами школи працювали К. Д. Гора, Е. А. Опалянчук, З. Д. Кучер, А. Я. Репетовська, Д.П Єгоров, М. С. Миколюк, В. І. Лопатинський. Тепер очолює педагогічний колектив Калинюк Г. В. Зі шкільних стін вийшли прекрасні люди — підполковники внутрішніх справ Бондар В. І.,БондарІ. І., підполковник, викладач Дніпропетровського залізничного інституту Крамар І. Є., лікар Жиганов М. І., юрист Купчик О. І., головний бухгалтер заводу «Новатор» (м. Хмельницький) Бохоновська М. І., капітани кораблів Стецький В. І., Терпяк О. В., вчителі Барабаш Н. Б., Сандурська В. Є., викладач Київського університету Врублевський В. Ф., Козак Т. В. головний бухгалтер «Агросоюз», Савчук О. Є.- викладач інформатики в інституті економіки, та багато інших.
В класі, де навчався Олег, знаходиться куточок, там зберігаються листи, фотографії колишнього випускника. У школі проводяться зустрічі з матір'ю Олега — Лідією Кіндратівною, урочисті лінійки, зустрічі з воїнами-інтернаціоналістами. На війну в Афганістані було забрано 12 юнаків.
У сільському народному музеї є також куточок, присвячений учасникам Афганської війни.
В Бубнівській школі під керівництвом художнього керівника СБК був створений учнівський хор. Юні хористи неодноразово ставали переможцями у районних і обласних оглядах художньої самодіяльності. Велику роботу проводила вчитель музики Ящук С. В.
Слава про Бубнівку йшла по всій Хмельницькій області. З кожним роком росте добробут колгоспників, вони прикладають всіх сил, щоб розквітало їх село.
Відбувається приплив молодих спеціалістів. У село приїжджає головний агроном Руденко Л. І., головний зоотехнік Султан В. Н. Бригадирами рільничих бригад працювали: Ключник Ф. І., Кушнір М. Г., Товарніцький Б. І.
З 1 гектара цукрових буряків вирощували по 600 центнерів.
За успішну роботу були нагороджені орденами Трудового Червоного прапора Мельник В. І., Мойсеєв В. Л., Лінчевський І. С., Крамар А. Ф. Добивалися гарних приростів худоби тваринники, портрети яких красувалися на районних і обласних Дошках Пошани — Іваніцька Ніна, Крамар Галина, Івасюк Лідія, Ящук Людмила, Оржихівська Раїса.
Відгодівельниця тваринницької ферми Ніна Іванівна Калинюк, за високі показники, у праці була учасником Виставки народного господарства в Москві.
Плоди своєї праці бачили бубнівчани, бо село кращало і жили люди в достатку. Але вони вміли не тільки працювати. Вміли люди і відпочивати, вміли співати, гарно проводити своє дозвілля. Вечори відпочинку, вечори-проводів хлопців в армію, одні з перших провели вшанування солдатських вдів. Все це стало доброю традицією кіровців.
Завідувач сільського будинку культури Калинюк В. Д. організував драматичний гурток, був активним його учасником. Клуб і сільський парк — були головними в його житті. Тож з гордістю згадують односельчани дбайливе відношення Володимира Дмитровича до сільського парку.
Як оберігав дерева, а які алеї там були!
Сільські аматори сцени не тільки радували виставами односельчан, а й дарували свято і гарний відпочинок для жителів району і області.
Доброю традицією стало в Бубнівці проводити свята врожаю, вшанування ветеранів праці, посвячення в хлібороби. Ці свята зацікавили київських кінодокументалістів. Режисер Олександр Криворчук створив документальний кольоровий фільм «Короваю, наш короваю..». Цей фільм про чудове свято врожаю у Бубнівці обйшов кіноекрани всієї країни. Він був дубльований французькою мовою і демонструвався в Парижі та інших містах у дні візиту у Франції Леоніда Ілліча Брежнєва.
З винятковим успіхом демонструвався в Канаді документальний фільм «Обжинки», знятий також в Бубнівці.
Біля сільського Будинку культури красується пам'ятник трудової слави — символ спільної праці робітників і колгоспників. Цей пам'ятник був урочисто відкритий 7 листопада 1977 року. За дорученням активу колгоспу і виконкому сільської ради директор музею М. А. Лепікаш прочитав і заклав у постамент лист-наказ односельцям, який вони прочитають у 2023 році, у соту річницю колгоспу ім. Кірова.
Вміють кіровці відпочивати, вміють трудитися, вміють і покращувати свій побут.
З появою цегельного заводу колгоспники почали споруджувати добротні оселі. Славились в селі будівельники Трач Онуфрій, Ключник Іван, Козік Володимир, Машталір Іван, Ключник Пилип, штукатури — Машталер Клавдія, Новак Розалія, Тюменцева Віра.
За час головування Грищука К. В. було побудовано тваринницький комплекс на 2800 місць худоби, зерносклад на 5000 ц зерна, корівник на 180 корів, побудовано СБК, бібліотеку, спортзал, закуплено телефонну станцію, телефонізовано 50 будинків.
Почалось будівництво доріг з твердим покриттям. В цей час колгосп неодноразово ставав учасником Всесоюзних сільськогосподарських виставок. За високі показники нагороджувався перехідними Вимпелами українського уряду. Лауреатом премії комсомолу став тракторист Балишин В
5 колгоспників було нагороджено орденами і медалями держави за успіхи у праці. Орденом Леніна був нагороджений бригадир тракторної бригади Кушнір М. Г.
Росло і розвивалося село. Але зміни в суспільстві нанесли руйнівний відбиток і на Бубнівку. З 1990 року контроль за колгоспом був відсутній. Почалось розкрадання продукції, майна. За короткий час «нових керівників» господарство не тільки втратило всю худобу, але й всі тваринницькі ферми, був зруйнований тваринницький комплекс, розкрадено колгоспне майно.
Так безславно закінчив своє існування найкращий у минулому колгосп — тричі мільйонер. Колишні трудівники хоча й одержали земельні паї, але обробляти землю не мають чим. Земля, яка колись давала високі врожаї, заросла бур'янами. І лише у 2005 році почала освоюватись орендарем Стадніком М. В. Фірма «Стіомі-Холдінг» обробляє земельні паї трудівників коргоспу ім. Кірова, частину земель селяни обробляють самотужки.
В селі діє церква, якій вже понад 300 років.
На місці колишньої панської садиби залишився старовинний парк. В парку є дерева, які відносяться до Ботанічної пам'ятки, як ось: Липа манжурська, Липа європейська, Каштан кінський, Ялина колюча (форма сиза).
Село обмиває з трьох боків річка Гать і річка Мшанець, які впадають в річку Південний Буг. Річка Гать відома своєю флорою та фауною.
Бубнівка прекрасна в усі пори року: у тихі травневі дні і в літньому буянні квітів, у золотій круговерті осіннього листя і в зимовій заметілі.
Пишучи твір про своє село, випускниця Телиця Оксана сказала: «Моє рідне село Бубнівка — щедрий промінчик чарівного Поділля… Де б я не була, я завжди буду пам'ятати своє прекрасне село, де я провела безтурботне дитинство, щасливі шкільні роки…»
Незважаючи на економічні труднощі, у бубнівчан залишилося невмируще джерело — пісня, доброзичливість, гумор.
Раніше у СБК проводилися вечори відпочинку, вечори вшанування ветеранів, проводи на пенсію. Організаторами цих заходів були директор СБК Хижинський І. О., завідувачка бібліотеки Крот Л. О., директор народного музею Новак М. І.

## Населення
Згідно з переписом УРСР 1989 року чисельність наявного населення села становила 1256 осіб, з яких 521 чоловік та 735 жінок.
За переписом населення України 2001 року в селі мешкало 1097 осіб.

### Мова
Розподіл населення за рідною мовою за даними перепису 2001 року:
| Мова       | Відсоток |
| ---------- | -------- |
| українська | 96,91 %  |
| російська  | 2,91 %   |
| польська   | 0,09 %   |

## Народжені в Бубнівці
Василь Лепикаш (1887 с. Велика Бубнівка, Проскурівського повіту — 1920 Сімферополь) — художник, розстріляний більшовицькими бандами в Сімферополі.
Григорій Лепикаш (Каленик Лисюк)  (18 серпня 1889 — † після 1977) — військовий діяч, підприємець, філателіст, видавець, меценат; прапорщик Першого панцерного дивізіону, козак Петроградського відділу Вільного козацтва (з червня 1917), дипломатичний кур'єр уряду УНР в екзилі (1922), отаман Закордонної станиці Українського вільного козацтва на Північну і Південну Америки (1921), директор Українського музею (м. Онтаріо коло м. Лос-Анджелес), голова Українсько-американської фундації (1959—1974), директор американських організацій «Конгрес оф Фрідом» і «Вейк ап Америка»; військові звання — старшина Армії УНР, осавул Вільного козацтва.